# Wullenwebersteg
Der Wullenwebersteg ist eine Fußgängerbrücke über die Spree in Berlin, die das Hansaviertel und den Ortsteil Moabit verbindet. Der Steg wurde 1956–1957 erbaut und ersetzte die 1907 an dieser Stelle eingeweihte Achenbach-Brücke, eine Straßenbrücke, die gegen Ende des Zweiten Weltkriegs zerstört wurde.

## Entstehungsgeschichte
Zu Beginn des 20. Jahrhunderts ließ die Berliner Stadtverwaltung im Zusammenhang mit der intensiven Wohnbebauung des Hansaviertels mehrere Brücken über die Spree errichten. Eine Verbindung zwischen der Straße Siegmunds Hof im Hansaviertel und der Wullenweberstraße in Moabit schuf die 1902 begonnene Achenbachbrücke. Es handelte sich um eine Fachwerk-Bogenbrücke mit unten liegender Fahrbahn, die wegen dieser für Berliner Spreebrücken eher ungewöhnlichen Form zu Diskussionen führte.
Im Sommer 1903 machte der Architekten-Verein zu Berlin die architektonische Ausgestaltung der Brücke zum Thema für eine seiner Monatskonkurrenzen, ohne dass seitens der städtischen Bauverwaltung die Ausführung eines prämierten Entwurfs zugesagt war. Unter den insgesamt zwölf eingereichten Entwürfen wurde der des Berliner Architekten Hermann A. Krause (für vier Postamente aus poliertem Granit mit bronzenen Lampen an den Enden der Bogenträger) mit dem 1. Preis ausgezeichnet und schließlich auch ausgeführt. Den 2. Preis erhielt der Entwurf von Otto Stahn – der bis 1897 als Magistratsbaurat in der städtischen Bauverwaltung für die architektonische Ausgestaltung aller städtischen Brückenneubauten dienstlich zuständig gewesen war. Zwei weitere undotierte Preise (Vereinsandenken) erhielten die Entwürfe von Rudolf Borchers und Martin Richard Herrmann, die im Architekturmuseum der Technischen Universität Berlin mit jeweils mehreren Blättern erhalten sind.
Die nach dem früheren preußischen Handels- und Bauminister Heinrich von Achenbach benannte Brücke konnte erst 1907 eingeweiht werden. Sie diente als Verkehrsverbindung vom Ortsteil Moabit in das Berliner Stadtzentrum bis zu ihrer totalen Zerstörung kurz vor der deutschen Kapitulation im Zweiten Weltkrieg. Erst im Jahr 1956 wurden Pläne für eine Fußgängerbrücke an dieser Stelle verwirklicht. Der 1957 fertiggestellte funktional gestaltete Zweigelenk-Spannbetonbogen besitzt keine schmückenden Elemente. Seine Gehbahn ist mit Scharriereisen bearbeitet und damit trittsicher gestaltet.

## Benennung
Die auf den Steg zuführende Wullenweberstraße erhielt ihren Namen bereits mit Fertigstellung des Hansaviertels. Damit wurde der im 16. Jahrhundert wegen „Demokratisierung“ hingerichtete Lübecker Bürgermeister Jürgen Wullenwever (1492–1537) geehrt. Die nach der Kriegszerstörung neu errichtete Fußgängerbrücke nimmt den Namen damit noch einmal auf.

## Verkehrsanbindung
Der Steg ermöglicht eine kurze fußläufige Verbindung der Bewohner Moabits zum S-Bahnhof Tiergarten. Ein Spreewanderweg führt hier am Südufer entlang.

## In der Umgebung

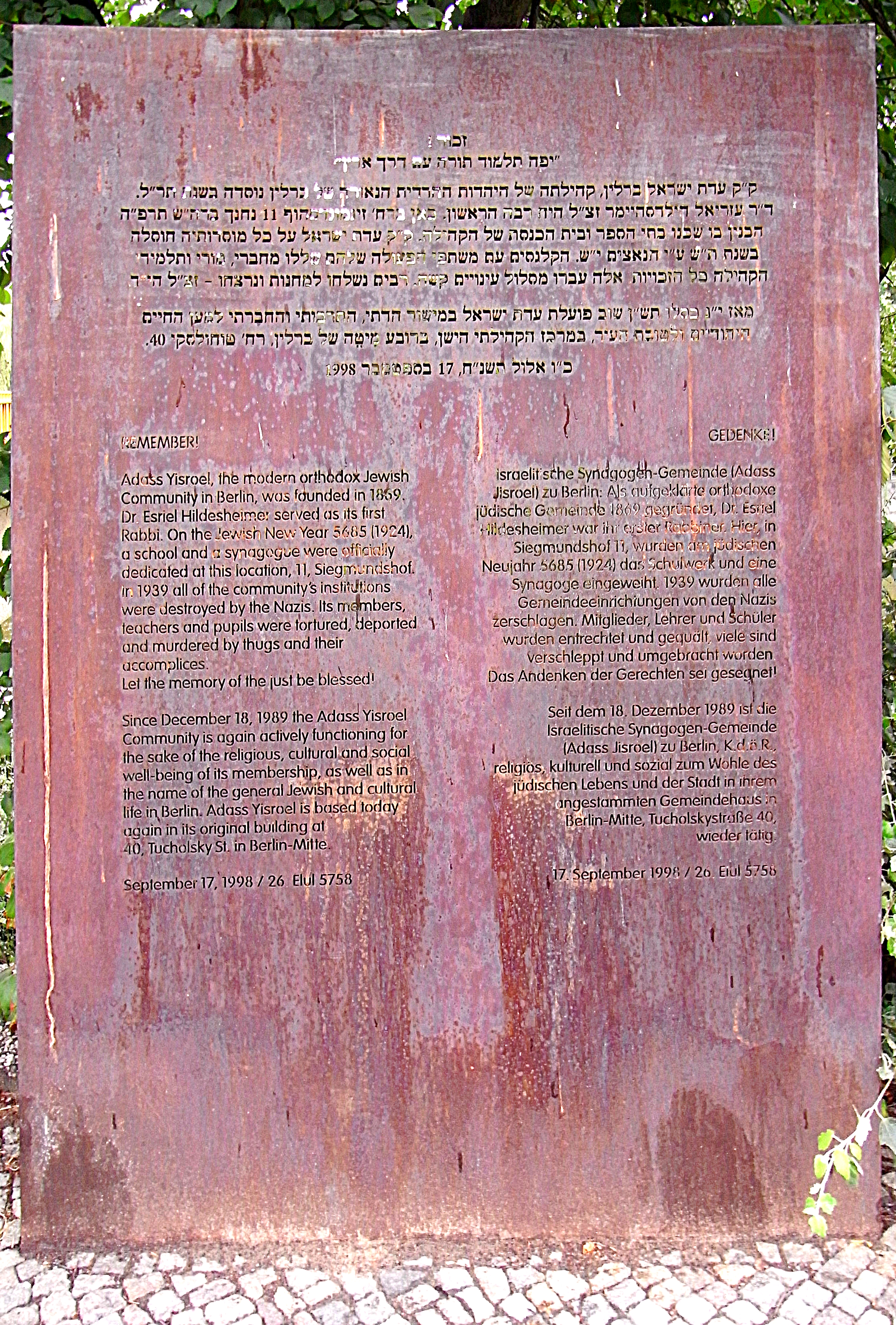
Gedenkstele für die Synagoge

Am südlichen Spreeufer, einige Meter neben dem Wullenwebersteg, steht seit 1998 ein Mahnmal, das an die Synagoge der Gemeinde Adass Jisroel erinnert. Diese befand sich nahe der Achenbachbrücke auf dem Grundstück Siegmunds Hof 11 und wurde im Zweiten Weltkrieg zerstört, nachdem 1939 die Nationalsozialisten die Gemeinde aufgelöst hatten.